# Emrah Umut
Emrah Umut (* 14. Juni 1982 in Izmir) ist ein ehemaliger türkischer Fußballspieler.

## Karriere

### Vereinskarriere
Emrah Umut spielte während seiner Jugend bei Karşıyaka SK und wurde dort zum professionellen Spieler befördert. In der Hinrunde der Saison 2003/04 spielte Umut 16 Zweitligaspiele für Karşıyaka und machte dabei auf sich aufmerksam. In der Winterpause verpflichtete ihn daraufhin Galatasaray Istanbul. Bei Galatasaray kam er in der Süper Lig zu vier Einsätzen. Im Sommer 2004 kehrte er zurück zu Karşıyaka SK. Nach zwei Jahren in Izmir folgten zahlreiche Wechsel. Für Yimpaş Yozgatspor und Gebzespor spielte der Abwehrspieler leihweise.

### Nationalmannschaft
Emrah Umut spielte je dreimal für die türkische U-17- sowie U-18-Auswahl.